# Kenneth Ham
Kenneth Todd "Hock" Ham (n. Plainfield, Nueva Jersey, Estados Unidos, 12 de diciembre de 1964) es un ex-astronauta, piloto de aviación e ingeniero estadounidense. 
Actualmente ostenta el rango de Capitán de la Armada de los Estados Unidos.

## Primeros años y formación

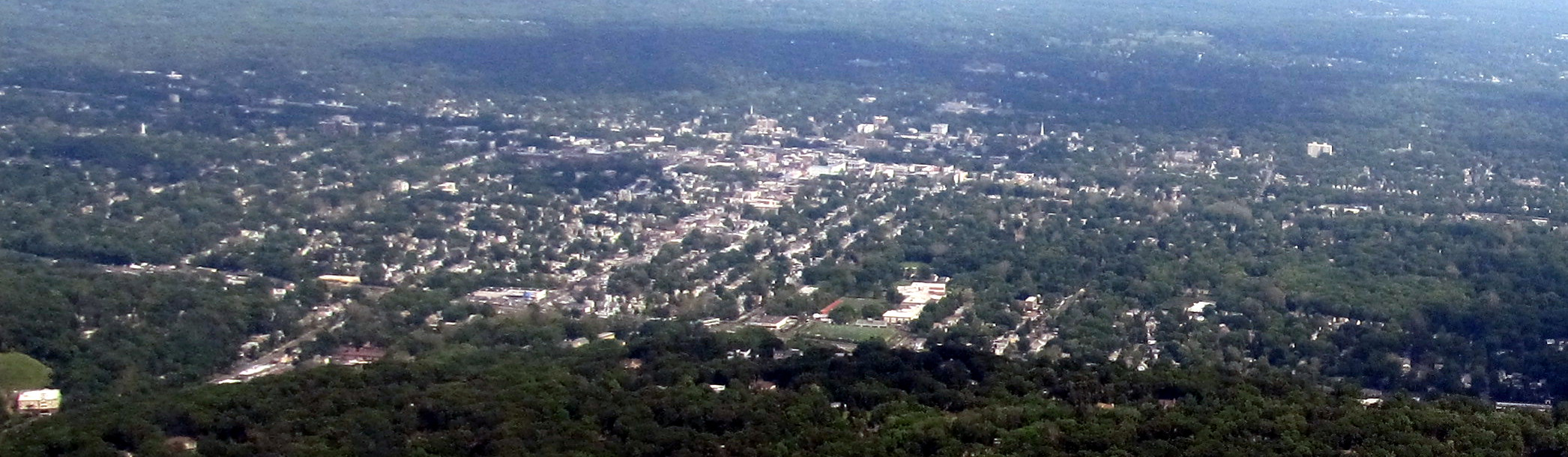
Su pueblo natal.

Nacido el día 12 de diciembre de 1964, en el municipio estadounidense de Plainfield (Nueva Jersey). Es hijo de Ed y Marion Ham.
Se graduó en secundaria en 1983 por el instituto "Arthur L. Johnson High School" de Clark.
Tras su graduación, comenzó a asistir a clases de vuelo por sugerencia de un orientador vocacional de su instituto.
Luego ingresó en la Academia Naval de los Estados Unidos (Annapolis), donde se graduó en 1987 con una Licenciatura en Ingeniería Aeroespacial.
En 1996 obtuvo una Maestría en Ciencias e Ingeniería Aeronáutica por la Escuela Naval de Postgrado (NPS) de Monterrey (California).
Y posteriormente se graduó con honores en la Escuela naval de pilotos de prueba de Estados Unidos (USNTPS), situada en la Estación aeronaval del Río Patuxent (Maryland).
Se convirtió en miembro de la Sociedad de Pilotos de Pruebas Experimentales y de la Asociación de Antiguos Alumnos de la Academia Naval de los Estados Unidos.

## Carrera militar
Después de graduarse en la Marina de los Estados Unidos en mayo de 1987, recibió entrenamiento de vuelo en los aviones de combate Beechcraft T-34 Mentor, North American T-2 Buckeye y Douglas A-4 Skyhawk. Fue designado como aviador naval en octubre de 1989 y posteriormente recibió entrenamiento en el avión McDonnell Douglas F/A-18 Hornet. Sus tareas operativas incluyeron puestos en los escuadrones de combate VFA-132 y VFA-105.
Durante una asignación temporal al Centro Espacial Lyndon B. Johnson de la NASA en Houston (Texas), sirvió como miembro de una tripulación a bordo de la aeronave de gravedad reducida de la NASA, un Boeing KC-135 Stratotanker apodado el "Cometa del Vómito".
En la Escuela de Posgrado Naval y en la Escuela pilotos de Prueba, participó en un programa de educación cooperativa, en el cual estudió la carrera de Ingeniería Aeronáutica durante 18 meses, seguido de 12 meses de entrenamiento como piloto de prueba. Finalmente fue seleccionado como uno de los cinco pilotos de la Marina en el Equipo de prueba integrado del Boeing F/A-18 Super Hornet, responsable del desarrollo de una nueva flota de aviones. En esta función, realizó pruebas de vuelo que involucraban aterrizajes detenidos, despegues asistidos por la catapulta de aviones, separación de armas y evaluación de la estabilidad de la propulsión, el rendimiento y las cualidades generales de vuelo de la aeronave.
Durante dos despliegues en el Mar Mediterráneo, realizó misiones de combate en Bosnia y Herzegovina y en el norte de Irak, sirviendo como líder de ataque aéreo, piloto de demostración del F/A-18 Hornet e instructor del instrumento de visión nocturna. 
En total tiene más de 6.000 horas de vuelo en más de 40 aviones diferentes, con más de 300 aterrizajes y 300 aterrizajes en tierra.

## Carrera espacial

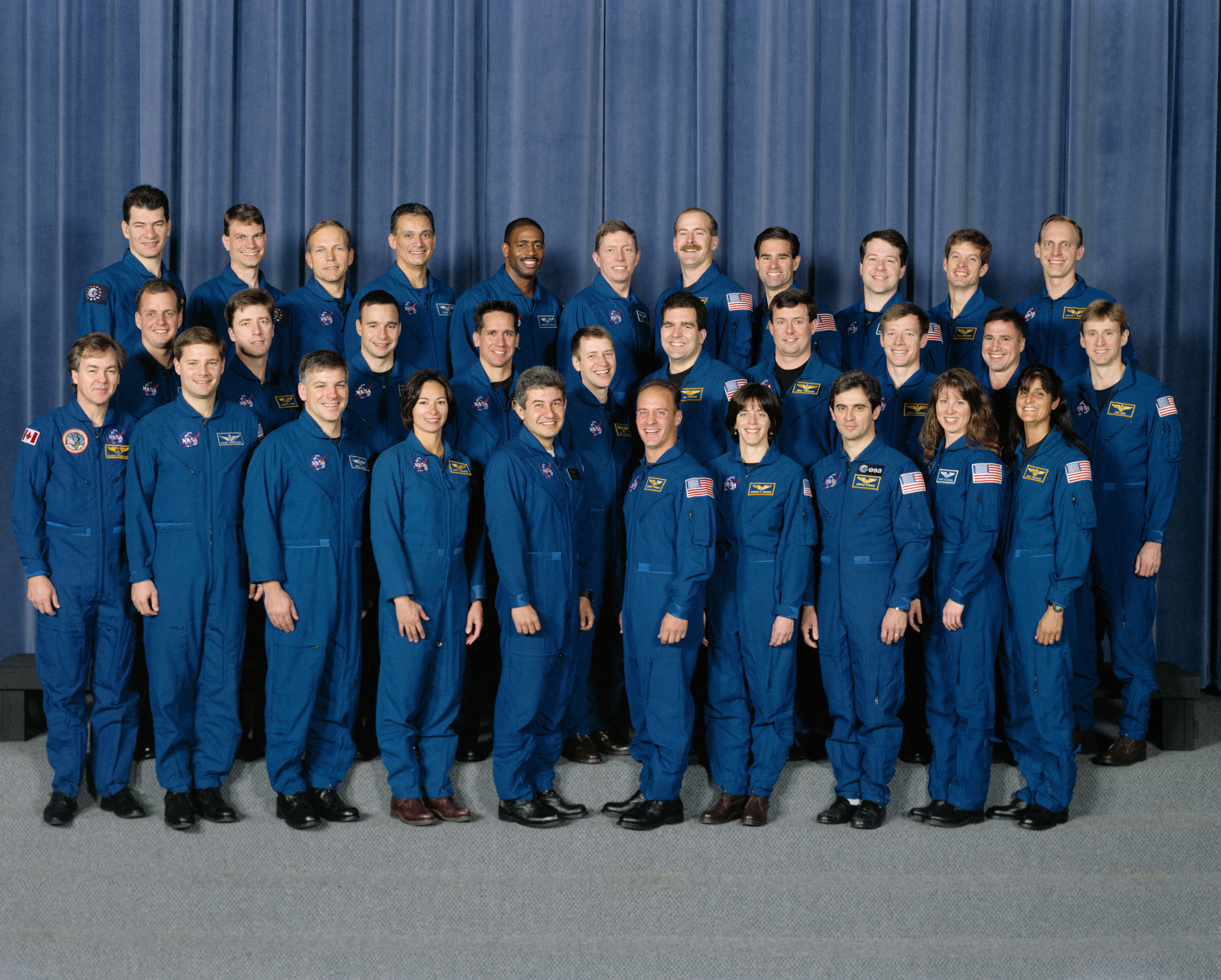
La promoción de astronautas de 1998.

La NASA lo seleccionó como candidato a astronauta de la Promoción de Astronautas de 1998. Tras finalizar todos los duros entrenamientos, finalmente obtuvo la calificación profesional de astronauta.
Mientras tanto trabajó como CAPCOM en el centro de control en tierra para las subidas, entradas y orbitaciones del Programa del transbordador espacial (STS), siendo también uno de los responsables del control en tierra de la Estación Espacial Internacional (ISS).
Su asignación más reciente como CAPCOM, fue para la misión de "regreso al vuelo" de la NASA, STS-114 del Transbordador espacial Discovery.

### STS-124

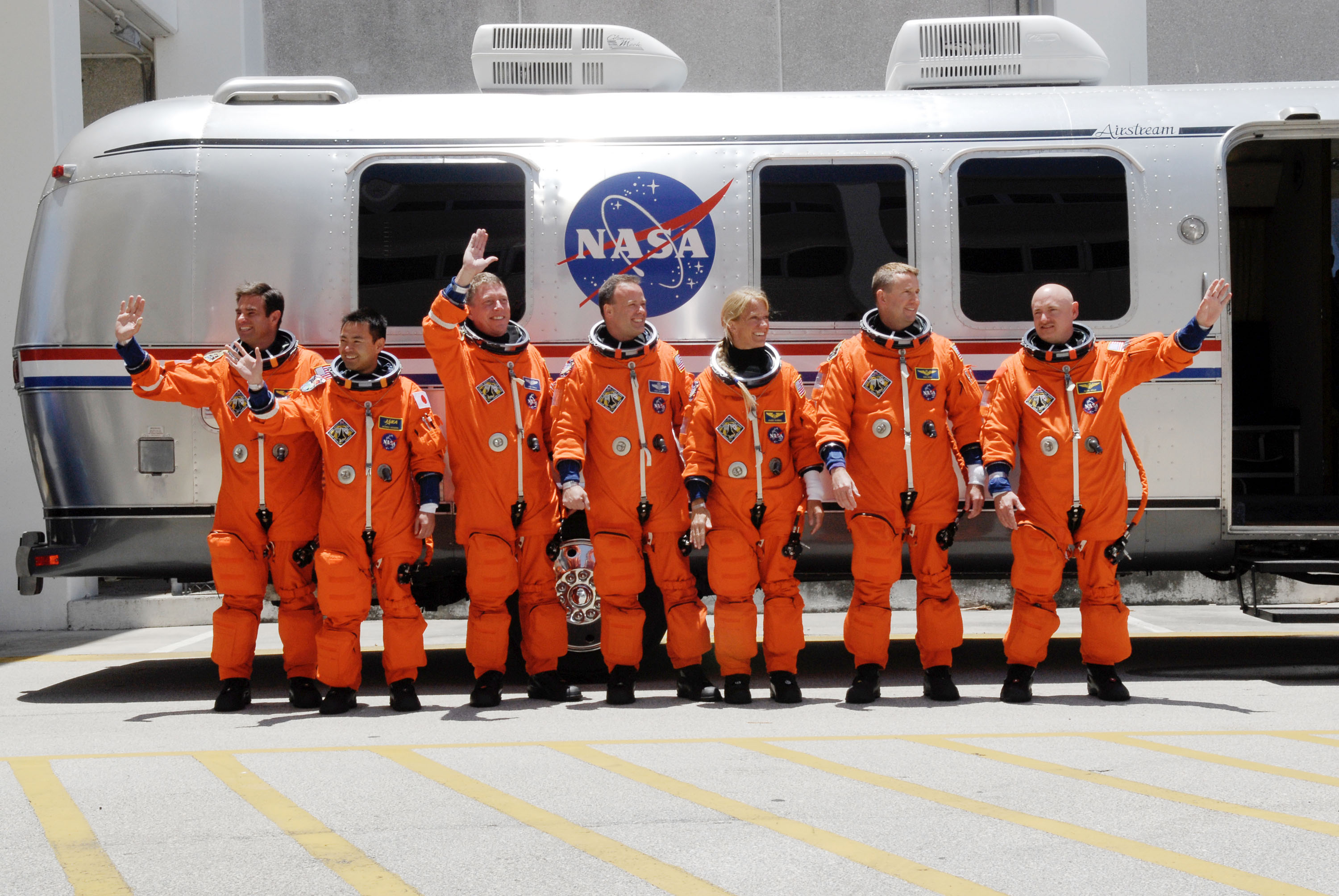
La misión STS-124 a punto de despegar.

Kenneth Ham fue lanzado por primera vez al espacio, el día 31 de mayo de 2008 desde el Centro espacial John F. Kennedy, como tripulante de la misión STS-124 a bordo del Transbordador espacial Discovery en calidad de piloto. Fue acompañado de Mark E. Kelly, Karen L. Nyberg, Ronald John Garan, Michael E. Fossum y el japonés Akihiko Hoshide de la JAXA.
El objetivo de esta misión fue volar hacia la Estación Espacial Internacional para encargarse de continuar con el montaje del módulo japonés Kibo, así como de colocar en la posición definitiva el módulo de logística del laboratorio que ahora está junto al módulo japonés, ya que durante la misión anterior STS-123, éste fue colocado en un emplazamiento provisional.
Finalmente tras pasar un total de 13 días, 17 horas y 43 minutos en órbita, aterrizaron en tierra sanos y salvos el 14 de junio de 2008.

### STS-132

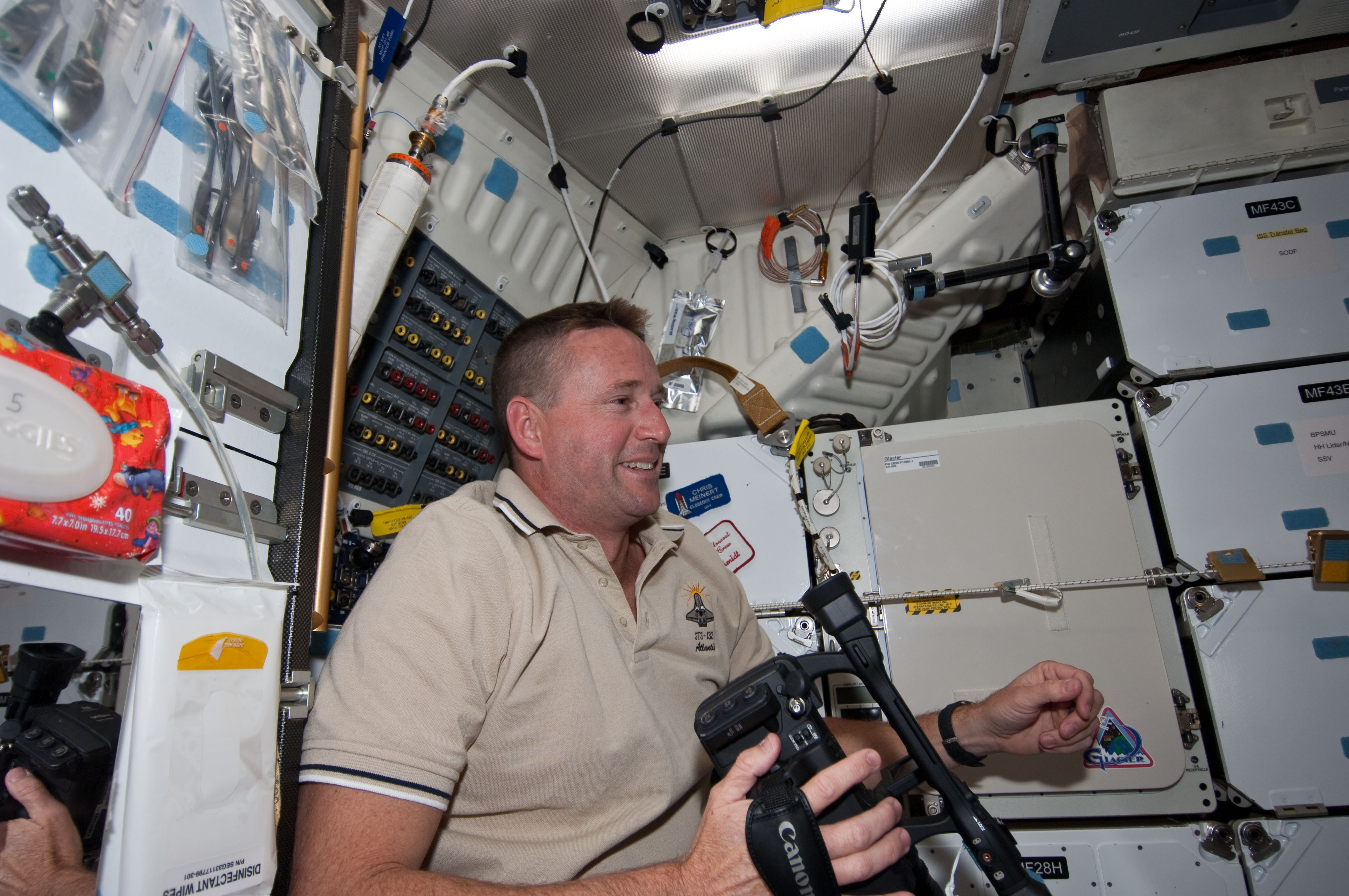
Durante su estancia en la Estación Espacial Internacional.

Su segundo y último lanzamiento al espacio tuvo lugar el 14 de mayo de 2010, como Comandante de la misión STS-132, a bordo del Transbordador Espacial Atlantis. Los demás tripulantes fueron los astronautas Dominic A. Antonelli, Piers Sellers, Stephen Bowen, Michael T. Good y Garrett E. Reisman.

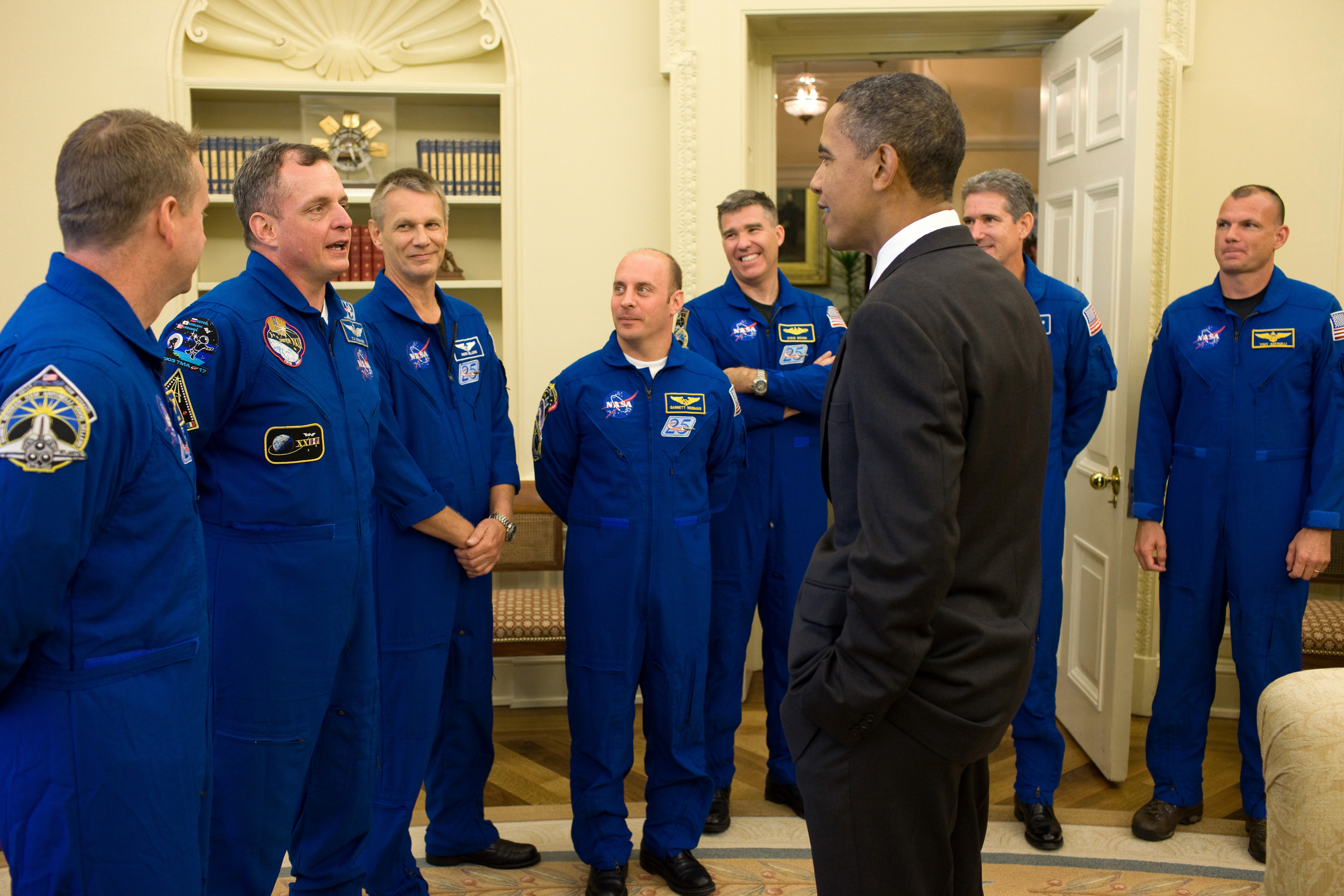
Junto a sus compañeros de la STS-132 cuando fueron recibidos por el presidente Obama.

El objetivo de esta misión fue llevar diversos equipamientos a la Estación Espacial Internacional. Dichos equipamientos fueron el ruso Mini-Módulo de Investigación 1, "Rassvet" que fue el último módulo del segmento orbital ruso. Al Módulo laboratorio multipropósito le instalaron un radiador y una junta con forma de codo para el Brazo Robótico Europeo. Llevaron el Integrado de carga vertical-Luz de despliegue (ICC-VLD), que fue la segunda carga útil mayor, la cual incluía ensamblados los siguientes elementos: Seis baterías 4B, una Antena de Espacio a Tierra (SGANT), un micrófono SGANT, una unidad EOTP (Enhanced Orbital Replacement Unit Temporary Platform), una caja de fusibles, diferentes aplicaciones EVA, una unidad de distribución de energía y dos unidades PVGFs (Power Video Grapple Fixtures). 
También transportaron a la estación un CD con todas las copias de los proyectos concurso conmemorativo para marcar el fin del programa de transbordadores, concurso al que se presentaron 85 proyectos procedentes de empleados y contratistas de la NASA, de los que ganó Blake Dumestil.
Finalmente tras los 11 días, 18 horas, 29 minutos, 9 segundos que duró la misión STS-132, aterrizaron sanos y salvos el 26 de mayo de ese mismo año.
El 15 de junio de 2012, Kenneth Ham ya se retiró como miembro del cuerpo de astronautas de la NASA.

## Vida personal
Su primer matrimonio fue con la controladora de la NASA, Linda Ham, con la que tiene dos hijos en común: Ryan y Randy.
Actualmente está casado con Michelle Lucas, procedente de Hobart (Indiana).
Sus aficiones recreativas incluyen el béisbol, el running, el entrenamiento con pesas, la aviación general, el esquí en la nieve, el esquí acuático, el paracaidismo y el buceo. 
El 7 de octubre de 2014, Ham fue incluido en el Salón de la fama y museo de la aviación de Nueva Jersey, por sus contribuciones al vuelo espacial y la aviación a lo largo de toda su carrera profesional. También durante su tiempo libre, ha sido astronauta invitado en el programa internacional de educación "Mission Discovery", donde comparte sus experiencias con adolescentes y trata de ayudarlos a aprender nuevas habilidades a lo largo del tiempo que dura el programa.